# Sous le signe du taureau
Pour plus de détails, voir Fiche technique et Distribution.
Sous le signe du taureau est un film réalisé par Gilles Grangier en 1968 et sorti en 1969.

## Synopsis
L'ingénieur et patron Albert Raynal consacre sa vie à la recherche aéronautique. Il vient de mettre au point un statoréacteur. Le lancement réussit mais, hélas, la fusée explose en vol. Cet échec retentissant va lui attirer les plus grandes difficultés financières et familiales. Son beau-frère, Jérôme Laprade, confie à Christine, l'épouse de l'industriel, qu'il en a assez des fantaisies de son mari. Il lui suggère même de divorcer pour préserver l'avenir financier de ses deux grands fils, que les échecs de leur père pourraient compromettre. Mais Albert Raynal, force de la nature, ne s'estime pas vaincu pour autant. Bien qu'il lui en coûte, il tente auprès d'amis et de relations des démarches afin de réunir les capitaux indispensables pour sauver son laboratoire et poursuivre ses recherches. Mais tous restent insensibles à son appel, même la belle Rolande, riche restauratrice, ancienne maîtresse de Raynal, qui refuse d'hypothéquer son restaurant. Après une fugue en Normandie, Raynal réapparait et veut se constituer prisonnier pour chèque sans provision. Mais Christine, par un revirement émouvant, renonce à sa demande de divorce et vend des actions, sauvant ainsi son mari de la faillite et lui permettant de poursuivre ses travaux.

## Fiche technique
- Titre : Sous le signe du taureau
- Réalisation : Gilles Grangier
- Scénario, Adaptation : François Boyer, Gilles Grangier, Michel Audiard d'après le roman Fin de journée de Roger Vrigny
- Dialogues : Michel Audiard
- Assistant réalisateur : Francis Pernet
- Images : Walter Wottitz
- Opérateur : Adolphe Charlet, assisté de Bob Pater
- Son : Pierre Calvet, assisté de Daniel Brisseau et Jean Gaudelet
- Décors : Robert Clavel, assisté de Marc Desages et Michel de Broin
- Montage : Jacqueline Douarinou-Sadoul, assistée de Michèle Masnier et Orphée Douarinou
- Musique : Jean Prodomidès
- Régisseur général : Armand Tabuteau
- Scripte : Aurore Paquiss
- Photographe de plateau : Marcel Dole
- Maquillage : Irène Servet, Yvonne Gasperina
- Ensemblier : Eric Simon
- Fourrures de Chombert
- Pellicule 35 mm, Eastmancolor, système sonore Westrex
- Tirage : Laboratoire C.T.C.
- Tournage : intérieurs dans les studios "Franstudio" de Saint-Maurice ; extérieurs à l'aéroport de Paris-Orly, au château de Rosny-sur-Seine, à la base aérienne de Reims, à Rouen (Seine-Maritime) et Duclair (Seine-Maritime)
- Production : Gaumont International
- Directeur de production : Robert Sussfeld, Roger de Broin
- Producteur délégué : Alain Poiré
- Distribution : Gaumont
- Administrateur de production : Guy Azzi
- Durée : 78 minutes
- Vise d'exploitation : 34.722
- Date de sortie : 28 mars 1969

## Distribution
- Jean Gabin : Albert Raynal, industriel et chercheur en aérospatiale
- Suzanne Flon : Christine Raynal, la femme d'Albert
- Colette Deréal : Rolande, la patronne du restaurant et ex-maîtresse d'Albert
- Raymond Gérôme : Jérôme Laprade, le beau-frère et financier d'Albert
- Michel Auclair : M. Magnin, le banquier d'Albert
- Alfred Adam : M. Vacher, l'important ferrailleur
- Jacques Monod : M. Marchal, un financier d'Albert
- France Valéry : Gilberte Magnin, la femme du banquier
- Marthe Alycia : Mme Laprade mère
- Étienne Bierry : M. Lambert, fidèle collaborateur d'Albert
- Louis Arbessier : Robert Augagneur, ancien camarade d'Albert
- Fernand Ledoux : Le juge
- Max Amyl : Le commissaire à Rouen
- Yves Arcanel : Le chef mécanicien
- André Badin : Un cuisinier (coupé au montage)
- Jean Berton : Le comptable de la société Raynal (crédité Jean Bertas)
- René Bouloc : Jean-Pierre Raynal, le fils aîné (crédité René Boulor)
- Robert Dalban : Le cafetier
- Monita Derrieux : Une dactylo
- Max Favalelli : Lui-même, en téléreporter (non crédité)
- Jacqueline Fontaine : Louise, la domestique des Raynal
- Jean-Pierre Hervé : Le fils cadet Raynal
- Sophie Leclair : Janine, la steno-dactylo
- Armand Meffre : Un ingénieur
- Albert Michel : Le bistrot ferrailleur
- Jean-Paul Moulinot : Pierre
- Jean-Simon Prévost : Un financier
- Yvon Sarray : Un ingénieur (non crédité)
- Jean Thielment : Le maître-d'hôtel
- Jean Valmence : Helmann
- Philippe Vallauris : Le secrétaire de Marchal
- Dominique Viriot : L'auto-stoppeur anglais
- Charles Bayard : Un client du restaurant
- Lucien Desagneaux : Un passager à Orly
- Jean Gold : Un client du restaurant
- Bob Ingarao : Un ouvrier au restaurant
- Guy Marly : Le monteur ORTF
- Raymond Pierson : Le barman du "Trianon Palace"
- Jacques Préboist : Le contractuel
- Émile Riandreys : Un automobiliste
- Franck Stuart : Un serveur du restaurant de Rolande
- Marc Bonseignour : Le docker
- Marius Balbinot : Le chauffeur de taxi
- Nicolas Bang : Un réceptionniste de l'hôtel
- Gilles Katz : Un journaliste T.V
- Serge Coursan : Un ingénieur
- Jacques Morinaud : Le valet de chambre à Cannes
- Jean Lepage : Un journaliste
- Pierre Forget : Un ingénieur
- Roland Dubillard : Le facteur

## Autour du film
- Il s'agit de la douzième et dernière collaboration entre Jean Gabin et Gilles Grangier après La Vierge du Rhin, Gas-oil, Le Sang à la tête, Le rouge est mis, Le Désordre et la Nuit, Archimède le clochard, Les Vieux de la vieille, Le Cave se rebiffe, Le Gentleman d'Epsom, Maigret voit rouge et L'âge ingrat.
- À l'époque de sa sortie en salles, le film connaît un véritable échec commercial totalisant seulement 641 890 entrées. Il s'agit de l'un des plus gros échecs commerciaux dans la carrière de Jean Gabin[1].
- Ce film réunit pour la troisième fois Jean Gabin et Suzanne Flon après Un singe en hiver et Le Soleil des voyous. À noter que dans ces trois films, Flon et Gabin jouent un couple marié.